# Tysklands herrlandslag i innebandy
Tysklands herrlandslag i innebandy 2024. Det tyska innebandyförbundet, Floorball-Verband Deutschland, bildades år 1992. De blev medlemmar i IFF (International Floorball Federation) år 1994. 
Laget spelade sin första landskamp den 20 februari 1994, då man föll med 1-9 mot Tjeckien i Konstanz.
Sedan 2002 spelar Tyskland i innebandyns A-VM för herrar. Bästa placering är fyra från VM 2012. 

## VM-truppen 2024
| Nr | Namn                 | Position | Klubb                           |
| 63 | Jan Saurbier         | Målvakt  | DJK Holzbuttgen                 |
| 77 | Jan Lemke            | Målvakt  | Floorball Thurgau               |
| 3  | Jonathan Heis        | Back     | FBC Lerum                       |
| 9  | Jan Berbig           | Back     | UHC Sparkasse Weisenfels        |
| 15 | Tim Böttcher         | Back     | UHC Sparkasse Weisenfels        |
| 20 | Svenson Hoppe        | Back     | MFBC Leipzig                    |
| 32 | Tino Von Pritzbuer   | Back     | UHC Waldkirch-St.Gallen (SUI)   |
| 45 | Niklas Rutz          | Back     | HC Rychenberg Wintherthur (SUI) |
| 2  | Hannes Langenstraß   | Forward  | Floor Fighters Chemnitz         |
| 7  | Florian Weißkirchen  | Forward  | SSF Dragons Bonn                |
| 8  | Nils Hofferbert      | Forward  | DJK Holzbuttgen                 |
| 10 | Janos Bröker         | Forward  | SSF Dragons Bonn                |
| 14 | Vincent Jordan       | Forward  | Berlin Rockets                  |
| 17 | Flemming Kühl        | Forward  | ETV Piranhhas Hamburg           |
| 21 | Adam Lundgren        | Forward  | Unihockey Basel Regio (SUI)     |
| 22 | Michel Wöcke         | Forward  | HC Rychenberg Winterthur (SUI)  |
| 29 | Jakob Heins          | Forward  | Pixbo IBK                       |
| 36 | Leo Häfner           | Forward  | FbS Bohemians                   |
| 44 | Philipp Wilbrand     | Forward  | ETV Piranhhas Hamburg           |
| 73 | Ferdinand Ondruschka | Forward  | UHC Sparkasse Weisenfels        |

## Förbundskapten
- Santeri Rataarila

### Fotnoter
1. ↑  Olsson, Christer; Persson Peter, Fahlgren Anton, Nyberg Anders (1996). Innebandy. Stockholm: Rabén & Sjögren. Libris 7237711. ISBN 9129639344